# Acanthoxyla
Az Acanthoxyla a rovarok (Insecta) osztályának a botsáskák (Phasmatodea) rendjéhez, ezen belül a valódi botsáskák (Phasmatidae) családjához és a Phasmatinae alcsaládjához tartozó nem.

## Rendszerezés
A nembe az alábbi fajok tartoznak:
- Acanthoxyla fasciata
- Acanthoxyla geisovii
- Acanthoxyla huttoni
- Acanthoxyla inermis
- Acanthoxyla intermedia
- Acanthoxyla prasina vagy Acanthoderus prasinus típusfaj
- Acanthoxyla speciosa
- Acanthoxyla suteri